# Tito Valle Ramírez
Willyam Tito Valle Ramírez (Cerro de Pasco, 9 de julio de 1968) es un ingeniero mecánico y político peruano. Fue congresista de la República por el departamento de Pasco durante el periodo 2011-2016 y alcalde de la provincia de Pasco entre 2007 y 2010.

## Biografía
Nació en Cerro de Pasco, el 9 de julio de 1968.
Cursó sus estudios primarios en su ciudad natal y los secundarios en la ciudad de Oxapampa y, entre 1989 y 1995, cursó estudios superiores de Ingeniería mecánica en la Universidad Nacional de Ingeniería en la ciudad de Lima.

## Carrera política
Es miembro del Partido Democrático Somos Perú, donde llegó a ocupar la primera vicepresidencia del partido desde el 2015 hasta el 2017.
Su primera participación política se dio en las elecciones municipales de 1998 cuando fue candidato a regidor de la provincia de Pasco por Somos Perú.

### Alcalde de Pasco
Luego, postuló a la alcaldía de la provincia de Pasco en las elecciones municipales del 2002 sin resultar elegido y en las elecciones municipales del 2006, logró ser elegido como alcalde por Somos Perú para el periodo municipal 2007-2010.
Fue también candidato al Gobierno Regional de Pasco en las elecciones regionales del 2010 perdiendo en la segunda vuelta.

### Congresista
Para las elecciones parlamentarias del 2011, Valle decidió postular al Congreso de la República por la lista del departamento de Pasco como miembro de la Alianza Perú Posible. Resultó elegido, con 13,095 votos, para el periodo parlamentario 2011-2016.
Durante su gestión como congresista participó en la formulación de 407 proyectos de ley de los que 65 fueron promulgadas como leyes de la república. Asimismo, en el año 2015, se ordenó el levantamiento de su inmunidad parlamentaria para ser investigado por las denuncias de colusión, omisión de actos funcionales, peculado, negociación incompatible y aprovechamiento indebido del cargo cometidos durante su gestión como alcalde de Cerro de Pasco.